# 元興寺町
元興寺町（がんごうじちょう、Gangōji-chō）は、奈良県奈良市の中央部、市街地の中央部に位置する地区である。郵便番号は630-8332。

## 地理
奈良市の中央部、市街地の中央部に位置している地区である。
もと元興寺の南大門、花園院のあったところといわれており、現在は住宅地となっている。
北は芝新屋町・西新屋町、南は井上町、東は納院町・薬師堂町・築地之内町と接している。

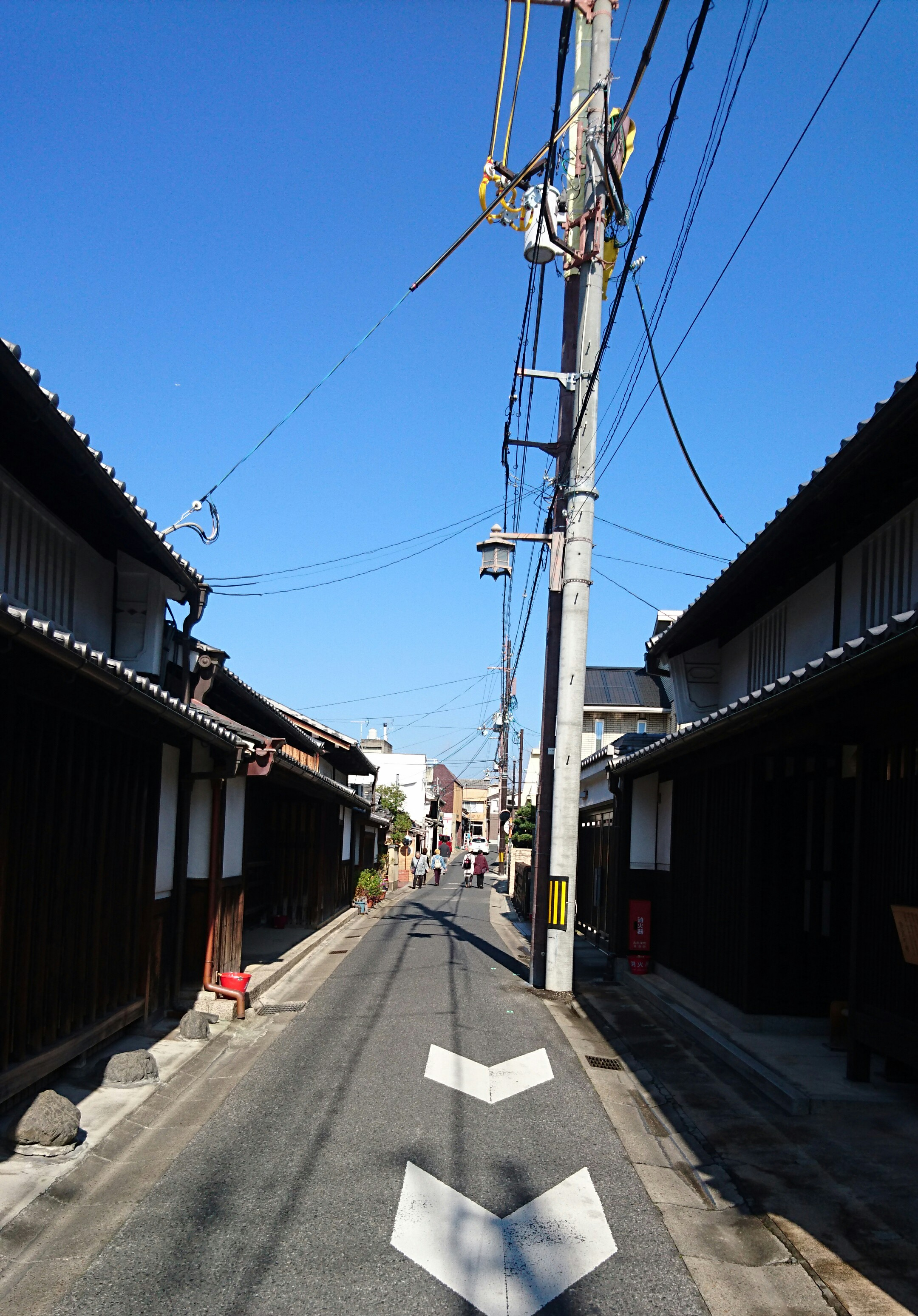
街並みの様子

### 河川
- 飛鳥川（あすかがわ）- この町を東西に流れている。

### 地名の由来
- もとは元興寺の境内で、講堂三面僧房等の旧跡であったことにちなむ[1]。

## 歴史
江戸期は奈良町の南部に位置する街区で、鍋屋、油屋、薬屋、酒屋、米屋などの、様々な店が立ち並ぶ問屋街として栄えていた。
しかし、近鉄奈良駅ができ、東向商店街が発展していくにつれて廃れ、現在のような住宅地になった。

## 施設
- 奈良元興寺郵便局
- 重要文化財藤岡家住宅
- 白山神社

## 小・中学校の学区
奈良市立済美小学校、および奈良市立飛鳥中学校の学区に属する。

## 交通
近鉄奈良駅から徒歩約15分。